# Fernand Vandernotte
Fernand Auguste Henri Marius Vandernotte (* 12. Juli 1902 in Tillières; † 20. Januar 1990 in Saint-Nazaire) war ein französischer Ruderer.

## Biografie
Fernand Vandernotte gewann bei den Europameisterschaften 1930 in Lüttich im Zweier ohne Steuermann die Bronzemedaille. Zwei Jahre später trat er bei den Olympischen Sommerspielen in Los Angeles zusammen mit seinem Bruder Marcel Vandernotte im Zweier ohne Steuermann an. Sie schieden jedoch im Vorlauf aus. Bei den Europameisterschaften 1933 gewann das Bruderpaar im Zweier mit Steuermann die Bronzemedaille und 1934 in Luzern holte es im Vierer mit Steuermann die Silbermedaille.
Auch bei den Olympischen Sommerspielen 1936 in Berlin startete Fernand erneut mit seinem Bruder. Dieses Mal jedoch zusammen mit Jean Cosmat und Marcel Chauvigné im Vierer mit Steuermann. Als Steuermann fungierte dabei sein zwölfjähriger Sohn Noël. Die Besatzung gewann hinter dem deutschen und dem Schweizer Boot die Bronzemedaille.